# یواس‌اس چیلتون (ای‌پی‌ای-۳۸)
یواس‌اس چیلتون (ای‌پی‌ای-۳۸) (به انگلیسی: USS Chilton (APA-38)) یک کشتی بود که طول آن ۴۹۲ فوت ۶ اینچ (۱۵۰٫۱۱ متر) بود. این کشتی در سال ۱۹۴۲ ساخته شد.